# Mark Burns (acteur)
Pour les articles homonymes, voir Mark Burns et Burns.
Mark Burns est un acteur britannique, né le 30 mars 1936 à Bromsgrove (Worcestershire), mort le 8 mai 2007  à Londres, d'un cancer du poumon.

## Biographie
Mark Burns commence sa carrière en 1960, avec le film Coulez le Bismarck !, puis on le retrouve dans Le Jour et l'Heure de René Clément en 1963. Il joue aussi dans des séries TV comme Lorma Doone en 1963 ou Rupert of Hentzau (en) en 1964. Il joue le Capitaine William Morris dans La Charge de la brigade légère en 1968 et Hans Von Bulow dans Ludwig ou le Crépuscule des dieux de Luchino Visconti, Mark Burns obtient son premier grand rôle dans House of the Living Dead en 1973, avec lequel il obtient en 1974 la médaille du meilleur acteur au Festival international de Catalogne. Il joue ensuite David, un mari qui fera tout pour sauver sa femme dans Au-delà de l'amour. On le verra moins dans les années 1980, à part sa participation dans le film L'Œil du témoin en 1981 et dans la série Bergerac en 1983. Son dernier film est Stardust, le mystère de l'étoile en 2007. Mark Burns meurt la même année des suites d'un cancer.
Il fut le beau-père de la célèbre chasseuse de prime Domino Harvey.

### Vie privée
Mark Burns s'est marié deux fois.
1. Jane How (1976-1983) (divorce), un fils Jack (né en 1981).
2. Paulene Stone (1990-2007).

## Filmographie

### Au cinéma
- 1960 : Coulez le Bismarck ! : Le marin au téléphone
- 1960 : Les Fanfares de la gloire: un officier
- 1960 : Exodus: le lieutenant O'Hara
- 1962 : Les clés de la citadelle: le lieutenant Ellison
- 1963 : Le Jour et l'Heure : un aviateur anglais
- 1963 : Take Me Over : Bill Light
- 1964 : Dans les mailles du filet (The System), de Michael Winner : Michael
- 1966 : Death Is a Woman (en) : Dennis Parbury
- 1967 : Scotland Yard au parfum (en) (The Jokers) : Cap. Browning
- 1967 : It ! (en) : Premier officier
- 1967 : Qu'arrivera-t-il après ? : Michael Cornwall
- 1968 : La Charge de la brigade légère : Cap William Morris
- 1970 : Les Aventures du brigadier Gérard : Colonel Russell
- 1970 : La Vierge et le Gitan : Major Eastwood
- 1971 : Mort à Venise : Alfred
- 1972 : Le Temps d'aimer (A Time for Loving) : Geoff Rolling
- 1972 : Ludwig ou le Crépuscule des dieux : Hans Von Bulow
- 1972 : A Day at the Beach : Bernie
- 1973 : Giordano Bruno : Bellarmino
- 1973 : House of the Living Dead : Sir Michael / Dr Breckinridge Brattling
- 1974 : Terreur sur le Britannic : Hollingsworth
- 1975 : Rosebud : Shute
- 1975 : Les Bonnes : Monsieur
- 1975 : Au-delà de l'amour : David Ortega
- 1978 : Le Bel Étalon (The Stud) : Léonard Grant
- 1979 : Home Before Midnight (en) : Harry Wilshire
- 1979 : The Bitch : Léonard Grant
- 1981 : La Chanson du mal-aimé
- 1981 : L'Œil du témoin : Homme de la télé
- 1983 : La Dépravée (The Wicked Lady) : Le Roi Charles II
- 1983 : Champions : Thorne
- 1984 : The Surrogate : Larry
- 1986 : Keeping Track : Reporter de la Banque
- 1990 : Destroying Angel : Reynold Turot
- 1990 : Double Arnaque (Bullseye) : Nigel Holden
- 1993 : Dirty Weekend : M. Brown
- 1995 : Savage Hearts : Le docteur
- 1999 : The Clandestine Marriage : Capstick
- 2007 : Stardust, le mystère de l'étoile : L'évêque

### à la télévision
- 1961 : One Step Beyond (série télévisée) : un soldat (1 épisode)
- 1961 : The Secret of the Nubian Tomb (série télévisée) : Mike Newman (2 épisodes)
- 1961 : ITV Play of the Week (série télévisée) : Lieutenant Marquis (1 épisode)
- 1961 : Probation Officer (série télévisée) : Dominic Woodruff (1 épisode)
- 1961 : One Step Beyond (série télévisée) : un soldat (1 épisode)
- 1961 : The Secret of the Nubian Tomb (série télévisée) : Mike Newman (2 épisodes)
- 1962 : Studio 4 (série télévisée) : Marston (1 épisode)
- 1962 : Z-Cars (série télévisée) : Mike Jevons (1 épisode)
- 1962 : Saki (série télévisée) : Clovis Sangrail (8 épisodes)
- 1962 : Harpers West One (série télévisée) : Dennis Scott (1 épisode)
- 1963 : Richard the Lionheart (série télévisée) : Alan (1 épisode)
- 1963 : Lorna Doone (série télévisée) : Charlesworth Doone (7 épisodes)
- 1964 : Rupert of Hentzau (série télévisée) : Lieutenant Simon Bernenstein (5 épisodes)
- 1964 : The Sullavan Brothers (série télévisée) : Lieut / Stacey (1 épisode)
- 1964 : Compact (en) (série télévisée) (1 épisode)
- 1965 : The Flying Swan (série télévisée) : Eric Stanton (1 épisode)
- 1965 : Undermind (en) (série télévisée) : Capitaine Morrell (1 épisode)
- 1965 : Armchair Mystery Theatre (série télévisée) : Dr Gregg (1 épisode)
- 1965 : Redcap (en) (série télévisée) : Ian Loder (1 épisode)
- 1966 : The Power Game (série télévisée) : le Ministre des PPS (1 épisode)
- 1966 : Alias le Baron (série télévisée) : Peter Langley (1 épisode)
- 1966 : Seven Deadly Sins (série télévisée) : le mari (1 épisode)
- 1966 : Mystery and Imagination (série télévisée) : Tom Whistlewick (1 épisode)
- 1967 : Uncle Charles (série télévisée) : Oncle Charles en 1916 (1 épisode)
- 1967 : No Hiding Place (série télévisée) : Ronnie Westlake (1 épisode)
- 1967 : Theatre 625 (série télévisée) : William / Tony Box-Bender (2 épisodes)
- 1967 : Le Prisonnier (série télévisée) : l'assistant n°2 (1 épisode)
- 1968 : Le Saint (série télévisée) : Elliott Stratton (1 épisode)
- 1972 : Spy Trap (série télévisée) : Peter Royce (2 épisodes)
- 1972 : The Main Chance (série télévisée) : Warren Iveson (1 épisode)
- 1976 : Chapeau melon et bottes de cuir (série télévisée) : Spence (1 épisode)
- 1977 : Secret Army (série télévisée) : Dieter Gundell (1 épisode)
- 1977 : Count Dracula (mini-série) : Dr John Seward
- 1979 : Play for Today (série télévisée) : Ramage (1 épisode)
- 1980 : Cribb (série télévisée) : John Fernandez (1 épisode)
- 1981 : Goodbye Darling (série télévisée) : Brad (1 épisode)
- 1983 : Bergerac (série télévisée) : Patrick Lister (1 épisode)
- 1983 : Goodnight and God Bless (série télévisée) : Nigel (1 épisode)
- 1983 : Wagner (série télévisée) : Baron von Hulsen (1 épisode)
- 1983 : By the Sword Divided (série télévisée) : Capitaine Charles Pike (6 épisodes)
- 1984 : Les Enquêtes de Remington Steele (série télévisée) : Freddie Smith (1 épisode)
- 1988 : Menace Unseen (série télévisée) : Jolyon Wickford (3 épisodes)
- 1989-1990 : Capital City (en) (série télévisée) : Longman / Peter Longman (3 épisodes)
- 1993 : Passport to Murder (téléfilm) : Nathaniel Hackett
- 1994 : Emmerdale (série télévisée) : Claude Atkins (2 épisodes)
- 1994 : Sharpe's Honour (téléfilm) : Pakenham
- 1994 : Heartbeat (en) (série télévisée) : Jack Temple-Richards